# نيلسون بيزارو
نيلسون بيزارو (بالإنجليزية: Nelson Pizarro)‏ (8 يوليو 1985 في الولايات المتحدة - ) هو لاعب كرة قدم أمريكي في مركز الوسط. لعب مع سبورتينغ كانساس سيتي وSan Diego Flash ‏ وVentura County Fusion ‏ وOrange County SC ‏ وFort Lauderdale Strikers (2006–2016) ‏.

## وصلات خارجية
- نيلسون بيزارو على موقع الدوري الأمريكي (الإنجليزية)
- نيلسون بيزارو على موقع قاعدة بيانات كرة القدم.إي يو (الإنجليزية)